# B-riksdagen 1958
B-riksdagen 1958 ägde rum i Stockholm.
Riksdagens kamrar sammanträdde i riksdagshuset den 18 juni 1958. Riksdagsarbetet inleddes ceremoniellt genom riksdagens högtidliga öppnande i rikssalen på Stockholms slott samma dag. Första kammarens talman var John Bergvall (FP), andra kammarens talman var Patrik Svensson (S). Riksdagen avslutades i första kammaren den 10 december och i andra kammaren den 11 december 1958.
Arrangemanget med två riksdagar under 1958, benämnda A och B, var en följd av att riksdagen upplösts den 28 april, sedan regeringen utlyst nyval. Val till andra kammaren ägde rum den 1 juni 1958.